# مدی (شهرستان قره‌سو)
مدی (به لاتین: Mady) یک منطقهٔ مسکونی در قرقیزستان است که در شهرستان قره‌سو (قرقیزستان) واقع شده‌است. مدی ۲٬۲۷۳ نفر جمعیت دارد و ۱٬۰۰۵ متر بالاتر از سطح دریا واقع شده‌است.